# Востряковка
Востряко́вка — деревня Добринского района Липецкой области. Входит в состав Дуровского сельсовета.

## География
Расположена на правом берегу реки Матрёнка. На востоке поселения проходит автодорога Плавица — Дурово — Средняя Матрёнка.
Ближайшие населенные пункты:
- Отскочное ~ 1,2 км
- Никольское 2-е ~ 2,5 км
- Асташевка ~ 3 км.

## История
Сельцо владельческое. По сведениям 1859 года насчитывалось 11 дворов с 152 жителями.
В 1928 году в деревне насчитывалось 66 дворов.

## Население
| 2010 |
| ---- |
| 32   |